# 塞考斯基S-76精靈直升機
西科斯基S-76直升机，是美国西科斯基所设计制造的多用途中型商用直升机。S-76是以两具涡轮轴发动机为主要动力，以推动主旋翼及尾桨的四片旋翼运转；另外，S-76直升机的起落架是可伸缩的。
西科斯基于1978年底时曾为S-76取了“Spirit”的产品名，不过因在部分外语翻译语意上的问题，1980年10月9日起不再使用这个名字。
昌河飞机工业集团自2013年9月起开始为西科斯基制造S-76D的机身结构。

## 规格 (Sikorsky S-76C++)

### 一般特徵
- 乘员：2名飞行员[a]
- 乘客：12名乘客
- 机身长度：52 ft 6 in (16.0 m)
- 主旋翼直径：44 ft 0 in (13.41 m)
- 高度：14 ft 5.8 in (4.414 m)
- 盘旋区：1520.53 ft² (141.26 m²)
- 空重：7,005 lb (3,177 kg)
- 载重：11,700 lb (5,306 kg)
- 最大起飞重量 ：11,700 lb (5,306 kg)
- 发动机：2 × Turbomeca Arriel 2S2 涡轮轴发动机，超过670匹马力（500千瓦）

### 性能
- 最高速度 ：155 knots, 178 mph（287公里/小时）
- 续航范围 ：639 km（30分钟的预备燃料）